# Zuid-Afrika op de Olympische Zomerspelen 1996
Zuid-Afrika nam deel aan de Olympische Zomerspelen 1996 in Atlanta, Verenigde Staten. Het Afrikaanse land eindigde op de 27ste plaats in het medailleklassement.

## Medailles

### 1Goud
- Josia Thugwane — Atletiek, mannen marathon
- Penelope Heyns — Zwemmen, vrouwen 100 meter schoolslag
- Penelope Heyns — Zwemmen, vrouwen 200 meter schoolslag

### 2Zilver
- Hezekiél Sepeng — Atletiek, mannen 800 meter

### 3Brons
- Marianne Kriel — Zwemmen, vrouwen 100 meter rugslag

## Deelnemers en resultaten per onderdeel

### Atletiek
- Alfred Visagie
- Marius van Heerden
- Karen van der Veen
- Gert Thys
- Hendrick Ramaala
- Bobang Phiri
- Lawrence Peu
- John Morapedi
- Hendrik Mokganyetsi
- Shadrack Mogotsi
- Elana Meyer
- Arnaud Malherbe
- Shadrack Hoff
- Llewellyn Herbert
- Gwen Griffiths
- François Fouché
- Colleen De Reuck
- Okkert Brits
- Riaan Botha
- Johan Botha
- Hezekiel Sepeng
- Josia Thugwane

### Boksen
- Philip Ndou
- Masibulele Makepula
- Victor Kunene
- Irvin Buhlalu
- Sybrand Botes

### Boogschieten
- Kirstin Lewis
- Leanda Hendricks
- Jill Börresen

### Hockey

#### Mannentoernooi
- Charles Teversham
- Greg Nicol
- Brian Myburgh
- Brad Milne
- Brad Michalaro
- Craig Jackson
- Matthew Hallowes
- Wayne Graham
- Grant Fulton
- Craig Fulton
- Alistar Fredericks
- Shaun Cooke
- Gregg Clark
- Kevin Chree
- Gary Boddington
- Murray Anderson

### Judo
- Duncan MacKinnon

### Kanovaren
- Ruth Nortje

### Moderne vijfkamp
- Claud Cloete

### Roeien
- Roger Tobler
- Mark Rowand
- Colleen Orsmond
- Mike Hasselbach
- Helen Fleming
- Gareth Costa
- John Callie
- Greg Bayne

### Schietsport
- Jaco Henn
- Mel Hains

### Tennis
- Marcos Ondruska
- Joannette Kruger
- Wayne Ferreira
- Ellis Ferreira
- Mariaan de Swardt
- Amanda Coetzer

### Wielersport
- Blayne Wikner
- Jean-Pierre van Zyl
- Doug Ryder
- Jackie Martin
- Erica Green
- David George

### Worstelen
- Tjaart du Plessis

### Zeilen
- Clynton Wade-Lehman
- Bruce Savage
- Dick Mayhew
- Dave Hibberd
- Ian Ainslie

### Zwemmen
- Julia Russell
- Ryk Neethling
- Heleen Muller
- Mandy Loots
- Brendon Dedekind
- Marianne Kriel
- Penelope Heyns

Afghanistan · Albanië · Algerije · Amerikaanse Maagdeneilanden · Amerikaans-Samoa · Andorra · Angola · Antigua‑Barbuda · Argentinië · Armenië · Aruba · Australië · Azerbeidzjan · Bahama's · Bahrein · Bangladesh · Barbados · België · Belize · Benin · Bermuda · Bhutan · Bolivia · Bosnië en Herzegovina · Botswana · Brazilië · Britse Maagdeneilanden · Brunei · Bulgarije · Burkina Faso · Burundi · Cambodja · Canada · Centraal-Afrikaanse Republiek · Chili · China · Chinees Taipei · Colombia · Comoren · Congo-Brazzaville · Cookeilanden · Costa Rica · Cuba · Cyprus · Denemarken · Djibouti · Dominica · Dominicaanse Republiek · Duitsland · Ecuador · Egypte · El Salvador · Equatoriaal-Guinea · Estland · Ethiopië · Fiji · Filipijnen · Finland · Frankrijk · Gabon · Gambia · Georgië · Ghana · Grenada · Griekenland · Groot-Brittannië · Guam · Guatemala · Guinee · Guinee-Bissau · Guyana · Haïti · Honduras · Hongarije · Hongkong · Ierland · IJsland · India · Indonesië · Irak · Iran · Israël · Italië · Ivoorkust · Jamaica · Japan · Jemen · Joegoslavië · Jordanië · Kaaimaneilanden · Kaapverdië · Kameroen · Kazachstan · Kenia · Kirgizië · Koeweit · Kroatië · Laos · Lesotho · Letland · Libanon · Liberia · Libië · Liechtenstein · Litouwen · Luxemburg ·  Macedonië · Madagaskar · Malawi · Malediven · Maleisië · Mali · Malta · Marokko · Mauritanië · Mauritius · Mexico · Moldavië · Monaco · Mongolië · Mozambique · Myanmar · Namibië · Nauru · Nederland · Nederlandse Antillen · Nepal · Nicaragua · Nieuw-Zeeland · Niger · Nigeria · Noord-Korea · Noorwegen · Oeganda · Oekraïne · Oezbekistan · Oman · Oostenrijk · Pakistan · Palestina · Panama · Papoea-Nieuw-Guinea · Paraguay · Peru · Polen · Portugal · Puerto Rico · Qatar · Roemenië · Rusland · Rwanda · Saint Kitts en Nevis · Saint Lucia · Saint Vincent en Grenadines · Salomonseilanden · Samoa · San Marino · Sao Tomé en Principe · Saoedi-Arabië · Senegal · Seychellen · Sierra Leone · Singapore · Slovenië · Slowakije · Soedan · Somalië · Spanje · Sri Lanka · Suriname · Swaziland · Syrië · Tadzjikistan · Tanzania · Thailand · Togo · Tonga · Trinidad en Tobago · Tsjaad · Tsjechië · Tunesië · Turkije · Turkmenistan · Uruguay · Vanuatu · Venezuela · Verenigde Arabische Emiraten · Verenigde Staten · Vietnam · Wit-Rusland · Zaïre · Zambia · Zimbabwe · Zuid-Afrika · Zuid-Korea · Zweden · Zwitserland